# Коулд Спринг (Минесота)
Коулд Спринг (енгл. Cold Spring) град је у америчкој савезној држави Минесота.

## Демографија
По попису из 2010. године број становника је 4.025, што је 1.05 (35,3%) становника више него 2000. године.
| Група             | 2000.         | 2010.         |
| Белци             | 2.908 (97,7%) | 3.666 (91,1%) |
| Афроамериканци    | 6 (0,2%)      | 9 (0,2%)      |
| Азијати           | 6 (0,2%)      | 10 (0,2%)     |
| Хиспаноамериканци | 40 (1,3%)     | 287 (7,1%)    |
| Укупно            | 2.975         | 4.025         |